# VM-krönikan 1994
VM-krönikan 1994 är en krönika gjord av Sveriges Television efter den succéartade insatsen i Världsmästerskapet i fotboll 1994 av Sveriges herrlandslag i fotboll. Krönikan visar klipp från matcherna, intervjuer med spelare och lagledare, reportage om turneringen och hemkomsten till Sverige.
Med tiden har krönikan nått kultstatus och hyllats av bland andra Marcus Leifby på Aftonbladet.
Krönikan är regisserad av Albert Svanberg och Mats Nyström. De båda agerar också berättarröster.

## Citat
Några kända citat från krönikan
- "1-1 står det på tröjan, 1-1 står det också i matchen. Tomas Brolin är målskytt och det var underbart skönt", Arne Hegerfors.
- "Och nu firar vi midsommar i Pontiac Silver Doouum. Tackar, tackar", Arne Hegerfors
- "Är det inte Salenko igen? Och han rullar in sitt femte mål tamejsjutton!", Bosse Hansson
- "Och då kan vi inte förlora den här matchen med 1-2. Som vi brukar göra i VM numera", Bosse Hansson
- "Stefan Schwarz, vänsterfoten, Mild… spelar variant. Brolin. Mååååål för Sverige. 1-0. Ja, det var en bra variant", Bosse Hansson.